# Träskajaure
Träskajaure är en sjö i Jokkmokks kommun i Lappland och ingår i Råneälvens huvudavrinningsområde. Sjön har en area på 0,0679 kvadratkilometer och ligger 214,1 meter över havet.

## Delavrinningsområde
Träskajaure ingår i det delavrinningsområde (737231-174115) som SMHI kallar för Ovan Randträskbäcken. Medelhöjden är 226 meter över havet och ytan är 29,02 kvadratkilometer. Räknas de 10 avrinningsområdena uppströms in blir den ackumulerade arean 272,61 kvadratkilometer. Sör-Lillån (Aimobäcken) som avvattnar avrinningsområdet har biflödesordning 2, vilket innebär att vattnet flödar genom totalt 2 vattendrag innan det når havet efter 104 kilometer. Avrinningsområdet består mestadels av skog (62 procent) och sankmarker (33 procent). Avrinningsområdet har 0,13 kvadratkilometer vattenytor vilket ger det en sjöprocent på 0,4 procent.